# پتیننیو
پتیننیو (به ایتالیایی: Pettinengo) یک کومونه در ایتالیا است که در استان بیه‌لا واقع شده‌است.

## خصوصیات
پتیننیو ۱۱٫۵ کیلومترمربع مساحت و ۱٬۵۶۷ نفر جمعیت دارد.